# Mundur garnizonowy wz. 1919
Mundur garnizonowy wz.  1919 – odmiana munduru polowego Wojska Polskiego II RP.
Przepis Ubioru Polowego Wojsk Polskich z roku 1919 ustalał że:”aż do czasu wprowadzenia ubioru wielkiego (służbowego), względnie paradnego, ubiór polowy może być stosowany jako ubiór bojowy, garnizonowy, służbowy, salonowy i codzienny”.

## Zastosowanie
Ubiór garnizonowy stosowano:
- w szeregach:
  - na paradach
  - rewiach
  - na przeglądach
  - na wartach honorowych,
  - przy pełnieniu służby garnizonowej
- na specjalny rozkaz

## Elementy umundurowania
Oficerowie:
- kurtka
- sznury naramienne – nosili je generałowie i oficerowie  sztabu generalnego, adiutanci wszelkich dowództw i żandarmeria
- spodnie krótkie
- trzewiki sznurowane
- owijacze – w piechocie
- sztylpy, względnie buty długie – nosili żołnierze, którym przysługiwały ostrogi
- ostrogi przypinane tub przybijane – przysługiwały min. wszystkim pełniącym służbę konno
- oficerski pas polowy – na kurtce
- żabka do noszenia szabli, względnie bagnetu - na pasie głównym; u konnych

przypięta do siodła
- oficerski pasek przez ramię
- szabla (pochwa czerniona tub błyszcząca) – noszono na żabce
- temblak oficerski
- rewolwer w futerale - na pasie głównym z prawej strony
- hełm względnie czapka - w myśl rozkazu dowództwa[a].
- rękawiczki brązowe
- płaszcz polowy - w myśl rozkazu: zwinięty, narzucony, w rękawy tub bez płaszcza; na rozkaz rynsztunek na płaszczu[b].

Szeregowi:
- kurtka i spodnie
- rynsztunek na mundurze bez plecaków i chlebaków
- hełm, względnie czapka - w myśl rozkazu
- furażerka w marszu i podczas spoczynku
- płaszcz  - zwinięty, w rękawy lub narzucony (na specjalny rozkaz).